# دنیای گمشده
دنیای گمشده یک مجموعه تلویزیونی ایرانی به کارگردانی امین امانی و نویسندگی کیاوش زارع‌طلب محصول سال ۱۳۹۷ است.

## بازیگران
- ثریا قاسمی
- داریوش کاردان
- بهنوش بختیاری
- وحید شیخ‌زاده
- رامین راستاد
- محمد شیری
- امیرحسین صدیق
- بهرام ابراهیمی
- زهرا سعیدی
- نصرالله رادش
- آرام جعفری
- آرش نوذری
- افشین سنگ‌چاپ
- بهراد خرازی
- سارا احمدیان
- عباس محبوب
- احمدرضا اسعدی
- فرج‌الله گل‌سفیدی
- سیاوش قاسمی
- امید علیمردانی
- زهره سلطانی
- رضا رویگری
- نیما شاهرخ‌شاهی
- شراره رخام
- لعیا زنگنه

## خلاصه داستان
«دنیای گمشده» یک کمدی موقعیت است. داستان این مجموعه درباره یک روحانی جوان است که در یک روستای دور افتاده به همراه مادرش زندگی می‌کند. او یک زندگی ساده روستایی دارد که ناگهان با خبر می‌شود در تهران یک کارخانه ورشکسته شده به ارث برده است و همچنین دارای دو خواهر و دو برادر ناتنی است که به لحاظ رفتار اجتماعی و خلق و خو با او تفاوت‌های بسیاری دارند...